# Історичне фентезі

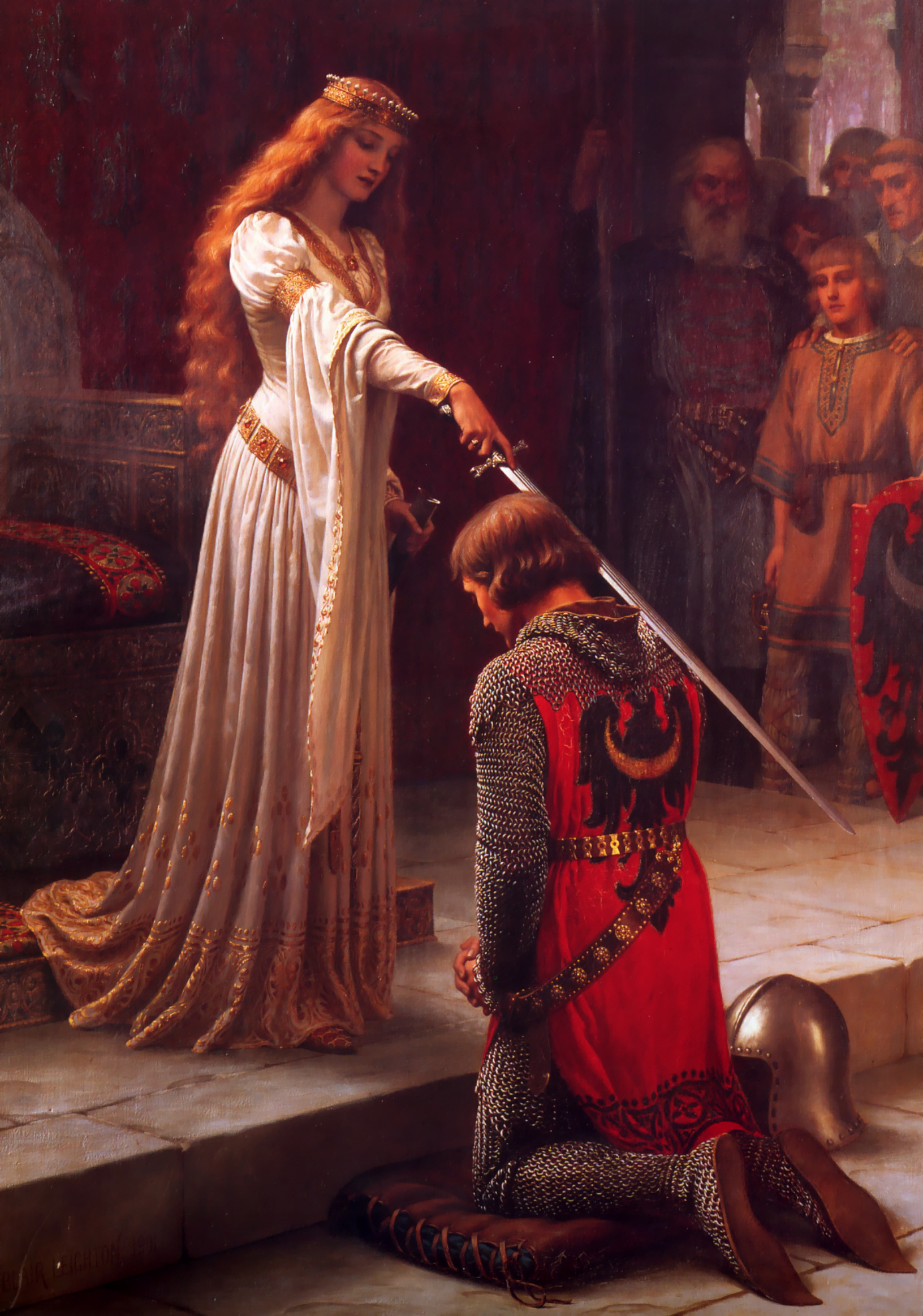
Елементи Артуріани іноді використовуються в історичному фентезі.

Історичне фентезі — жанр фентезі, пов'язаний з історичною белетристикою, що використовує окремі елементи реальної історії світу. Він використовується як загальний термін жанру «меча і магії». Історія заснування цієї класифікації бере свій початок ще до XX століття.
Фільми цього жанру, зазвичай, створюються у біблійному або класичному жанрах старовини часто з надуманим сюжетом, заснованому дуже слабко на міфологіях і легендах греко-римської історії або оточуючих культур тієї ж епохи.

## Опис
Історичне фентезі, як правило, має кілька ознак:
- Магія, міфічні істоти або інші надприродні елементи співіснують невидимо з матеріальним світом, з більшістю людей, які про це не знають. При цьому жанр має близьку подібність із сучасним фентезі.
- Жанр може включати в себе альтернативну історію, де минуле чи теперішнє було значно змінене, а реальна історична подія проявила себе по-іншому.
- Історія відбувається у вторинному світі з конкретними і відомими паралелями щодо відомого місця (або місця) і певного історичного періоду. Багато творів фентезійних авторів отримують ідеї і натхнення з реальних подій.

## Приклади
- Пол Андерсон написав багато романів, змішуючи північну міфологію з історичними подіями епохи вікінгів. Наприклад, Зламаний меч.
- С. Дж. Черрі, Російські історії: середньовічна Київська Русь і Паладин: Китайська династія Тан.
- Паула Вольські, Ілюзія: Французька революція
- Джин Вулф, Солдат туману і Воїн арете: Стародавня Греція і Солдат Сидону: Стародавній Єгипет
- Філіп Толхерст, Джордж і дракон змішує артурівські легенди, драконів і Другу світову війну.